# Вільхівка (Луцький район)
Вільхі́вка — село в Луцькому районі Волинської області України.

## Географія

### Розташування
Село Вільхівка розташоване у Горохівській міській громаді Луцького району Волинської області. Відстань до Горохова – 12 км, до Луцька — 42 км.
Відносно непогане транспортне положення населеного пункту: відстань до траси Львів-Луцьк — 2 км, до залізничної станції Звиняче — також 2 км. Протяжність села із заходу на схід становить 2,3 км, із півночі на південь — 3,3 км.
Населення складає 1383 жителі. Кількість селян постійно зростає завдяки молодих сімей і приїжджих.

## Назва
За переказами старожилів, на місцевості, де розташоване село Вільхівка, ріс вільховий ліс. Можливо, назва села походить від нього.
Існувала ще назва Вільговка. За словами старих людей, на південь від села була економія поміщика Вільгорського. Це підтверджують архівні документи, які знаходяться у місцевій церкві.
Але за архівними даними, які збереглися у Волинській єпархії (копії є у місцевій церкві), у 1782 році село існувало під назвою «Ольговка».

## Історія
Перша письмова загадка про село датується 1500 роком.
У 1782 році пан Вільгорський дав розпорядження побудувати в селі Вільхівка церкву.
Поміщик Вільгорський володів цим населеним пунктом до 1861 року. Він обманом заволодів вільною землею і змусив викупити її селян.
У 1906 році село Ульгівка Скобелецької волості Володимир-Волинського повіту Волинської губернії. Відстань від повітового міста 62 верст, від волості 12. Дворів 90, мешканців 669.
Останній поміщик Липський розпродав землю селянам через Полтавський (?) банк в 1930 році, куди селяни вносили плату аж до 1939 року.
В 1939 році в село прийшли «перші совєти». Люди зустрічали їх привітно, повиходили всі на вулиці, виносили продукти, вітали хлібом-сіллю. Агітатори виступали перед народом, агітували за «соціалізм», а в той час солдати вчинили між собою бійню. Було вбито трьох мирних жителів, загинуло багато солдатів.
Вільхівка була окупована німецькими загарбниками 23 червня 1941 року, а звільнена — 12 квітня 1944 року.
Перший колгосп був створений в червні 1947 року. Організатором був Клехо Ярослав Олександрович, а першим головою колгоспу — Кривенький Федір Миронович.
Колгосп «Шлях Леніна» мав 2285 га земельних угідь, у тому числі 2113 га орної. Колгосп посідав одне з перших місць у районі по виробництву зернових, цукрових буряків, картоплі та овочевих культур. Було розвинуте молочно-м'ясне тваринництво.
В 1960 році при будинку культури створено самодіяльний народний хор «Хлібодар», який об‘єднав в собі різних за віком і професіями людей. Засновником хору з самих початків був Степан Федорович Кривенький.
12 червня 2020 року, відповідно до розпорядження Кабінету Міністрів України № № 708-р «Про визначення адміністративних центрів та затвердження територій територіальних громад Волинської області», село увійшло у склад Горохівської міської громади.
19 липня 2020 року, в результаті адміністративно-територіальної реформи та ліквідації Горохівського району, село увійшло до складу новоутвореного Луцького району.

## Населення
Згідно з переписом УРСР 1989 року чисельність наявного населення села становила 740 осіб, з яких 352 чоловіки та 388 жінок.
За переписом населення України 2001 року в селі мешкало 705 осіб.

## Школа
За часів Російської імперії в селі школи не було. Селяни їхали на навчання в Мирків. В 1920-х роках польська влада почала відкривати школи з польською мовою викладання. Спочатку такі школи у Вільхівці розміщувались в хатах селян. Згодом, в 1933 році, побудували (за кошти селян) нову школу біля церкви, у якій було приміщення для одного класу, коридор, комора і квартира для вчителя. У цьому класі навчання проходило в дві зміни. В першу зміну навчалися 2 і 4 класи, а в другу — 1 і 3 класи.
В 1972 році голова колгоспу Жигун В. А. допоміг у будівництві нової школи, а стару віддали під житло.

## Церква
Хрестовоздвиженська церква 1782 року. Належить громаді УПЦ КП. 
Церква дерев'яна. Про дату будівництва свідчить різьблений напис над входом у притвор.
Збудована церква не з дощок, а з колод, що не розпилювались, а обтесувались сокирою. Замість цвяхів використовували дерев'яні штирі, якими ці колоди скріплювали. Перед Другою світовою війною церкву перекрили, зверху колоди оббили дошками, зробили підлогу. 
Зараз місцева церква — архітектурна пам'ятка України державного значення, входить до Державного реєстру національного культурного надбання (пам'ятки містобудування і архітектури України) під № 101. Це типова для культової архітектури споруда. Вона має вигляд дерев'яного тризрубного однокупольного храму. Пізніше прибудували коридор.
Центральний об'єм перекритий восьмигранним куполом з барабаном, вівтарна частина, притвор і сіни — двосхилим дахом. Церква орієнтована вівтарем на схід, має два входи.
Іконостас храму має три яруси, до яких належить певна кількість ікон. Розміщені вони також і на стінах в особливо великих рамках-кіотах. На церковному подвір'ї є двоярусна дзвіниця первісної форми. Частково зберігся настінний масляний живопис ХІХ століття.
У 2009 році громада вирішила спорудити у селі ще один храм. 3 травня 2009 року настоятель парафії протоієрей Василь Луньо, з благословіння тоді ще архієпископа Луцького і Волинського Михаїла, здійснив чин заснування церкви й поставлення хреста. 27 вересня 2009 року заклали капсулу і підмурівок. Архітектором нової святині став Георгій Рогожин.
У жовтні 2020 року митрополит Луцький і Волинський Михаїл освятив новозбудований храм Покрови Пресвятої Богородиці.

## Сучасне село
Сучасна Вільхівка — це гарне розвинуте село. Селяни працюють в основному у місцевій сільськогосподарській спілці, а також на власних присадибних ділянках. Частина населення доїжджає на роботу до м. Луцька (завод «Kromberg und Schubert»). 
У селі працює млин, який обслуговує і людей з навколишніх сіл. Є загальноосвітня школа, де навчається 162 учні і працює 22 учителі. Майже чверть століття її очолює Мартинюк Л. В.
У Вільхівці діє також фельдшерсько-акушерський пункт, відділення зв'язку, швейна майстерня. Успішно розвивається приватно-орендне сільськогосподарське підприємство «Україна» (голова Шеремета Г. Р.). Нині телефонізовано 47 осель. Працює також два молокозбиральних пункти, два продуктових і три промислових магазини.
Осередком культурного життя є місцевий будинок культури, де продовжує розвиватися відомий аматорський хор «Хлібодар», останні 10 років керівником якого є Онищук В. М.

## Відомі люди
- Кривенький Степан Федорович  — волинський композитор, автор пісні-гімну нашого краю «Волинь моя».